# Ballance
Ballance este un joc puzzle 3D pentru Windows. A fost creat de Cyparade, publicat de Atari și pentru prima dată lansat în Europa pe 2 aprilie 2004. Stilul de joc este unul asemănător cu cel din Marble Madness: jucătorul controlează o bilă prin intermediul mouse-ului și a tastaturii, trebuind de-a lungul a 12 nivele să o ducă la capăt fără ca aceasta să cadă de pe ecran.

## Gameplay
În acest joc, materialul din care e făcut bila poate fi schimbat în lemn, piatră, sau hârtie. Bila de lemn este cea cu care începe jocul și este deobicei utilizată în nivelele simple. Bila de piatră este foarte grea. Ea poate fi folosită pentru a da la o parte cutiile și pentru a întinde podurile. Cade ușor și nu poate circula pe podurile din scânduri, rupându-le. Mingea de hârtie este foarte ușoară. Poate fi ridicată în aer de ventilatoare și coboară mai repede la vale decât celelalte. Sunt disponibile două puteri, care dau mai multe vieți (pentru fiecare stagiul jucătorul are câte trei) sau mai multe puncte. Sunt și locuri în care jocul se salvează. În cazul în care bila cade, jucătorul nu este nevoit să o ia de la capăt. În ultimul nivel, mingea circulă pe centrul unei singure șine. Un al treisprezecelea nivel a fost lansat pe site-ul oficial al dezvoltatorului.

## Recenzii
Bob Mandel de la Adrenaline Vault considera grafica jocului ca fiind una „dumnezeiască”, admirând atenția la detalii. De asemenea considera efectele sonore ca fiind „ieșite din comun”, iar jocul în sine captivant și intens.